# اسکیت‌باز حرفه‌ای تونی هاکس
اسکیت‌باز حرفه‌ای تونی هاکس (به انگلیسی: Tony Hawk's Pro Skater) که در انگلستان، استرالیا و نیوزیلند تحت عنوان اسکیت‌بردینگ تونی هاکس منتشر شده‌است، یک بازی ویدئویی ورزشی مرتبط با اسکیت‌بردینگ است که توسط نورسافت توسعه یافته و به‌وسیلهٔ اکتیویژن عرضه شده‌است. این بازی ابتدا در ۲۹ سپتامبر ۱۹۹۹ برای کنسول پلی‌استیشن منتشر شد، و سپس نسخه‌های سازگار شده آن برای نینتندو ۶۴، گیم بوی کالر، دریم‌کست، و اِن-گیج در دسترس قرار گرفت. این بازی اولین قسمت اصلی از مجموعه بازی‌های تونی هاکس به‌شمار می‌رود، که به دنبال آن قسمت دوم تحت نام اسکیت‌باز حرفه‌ای تونی هاک ۲ در سپتامبر ۲۰۰۰ منتشر شد.
بازی در محیطی سه‌بعدی جریان دارد که فضایی از موسیقی پانک راک و اسکا را در خود جای داده‌است. بازیکن کنترل انواع اسکیت‌بردبازهای سرشناس را بر عهده می‌گیرد و باید با انجام ترفندهای اسکیت‌بردینگ و جمع‌آوری اشیاء، مأموریت‌ها را به پایان برساند. در این بازی چندین حالت از روندبازی ارائه می‌شود، از جمله حالت حرفه‌ای که بازیکن باید هدف‌هایی را به اتمام برساند و ویژگی‌های شخصیت خود را تکامل بخشد، حالت بازی آزاد که بازیکنان قادرند بدون هدف خاصی به اسکیت کردن بپردازند، و در نهایت حالت چندنفره که دارای چندین بازی رقابتی است.
اسکیت‌باز حرفه‌ای تونی هاکس بر روی تمامی پلتفرم‌ها به جز نسخهٔ گیم بوی کالر با واکنش‌های مثبتی از سوی منتقدان همراه بود.